# Premios del Libro por Editores Independientes
Los Premios del Libro por Editores Independientes, en inglés Independent Publisher Book Awards, son un conjunto de premios anuales para autores independientes o autoeditados.

## Entrada y consideración de premio
Aproximadamente 2.400 editores de todo el mundo participan en estos premios cada año. En 2017 hubo una participación que rondó los 5000 y los premios se otorgaron a autores y editores de 43 estados de EE. UU., siete provincias canadienses y 15 países.

## Destinatarios
Editoriales universitarias, incluidas Princeton, Stanford, Yale, Wisconsin, Iowa y otras grandes editoriales universitarias, publicaron libros de los ganadores en los años 2016, 2017 y 2018.

## Crítica
Existe una corriente de crítica respecto a estos premios, desautorizando que sean prestigiosos